# Флаг Саратовского района
Флаг муниципального образования Сара́товский муниципальный район Саратовской области Российской Федерации — опознавательно-правовой знак, служащий официальным символом муниципального образования.
Ныне действующий флаг утверждён 10 июня 2009 года и внесён в Государственный геральдический регистр Российской Федерации с присвоением регистрационного номера 5012.

## Описание
«Прямоугольное полотнище с отношением ширины к длине 2:3, состоящее из двух горизонтальных полос: верхней красного цвета (шириной 2/3 ширины полотнища) и нижней синего цвета. В центре верхней полосы — ветка яблони жёлтого цвета (черенком от древка; с тремя веточками, на каждой из которых по четыре листа и одному яблоку). В центре нижней полосы — стерлядь белого цвета головой к древку».

## Обоснование символики
Флаг составлен на основании герба Саратовского муниципального района Саратовской области, по правилам и соответствующим традициям геральдики и отражает исторические, культурные, социально-экономические, национальные и иные местные традиции.
Ветка яблони жёлтого цвета с тремя тонкими веточками, на каждой из которых по четыре листа и одному яблоку является символом славы и богатства Саратовского района данными плодами.
Нижняя часть полотнища, которая окрашена в синий цвет (лазурь), символизирует красоту и ясность и подчёркивает географическое положение района вдоль правого берега реки Волги.
Стерлядь белого цвета — символ богатства реки Волги.

## История
Первый флаг Саратовского муниципального района был утверждён решением Собрания депутатов Саратовского муниципального района Саратовской области от 16 апреля 2009 № 01-7/98. Описание флага гласило:

Прямоугольное полотнище с соотношением сторон 2:3 по горизонтали. Слева в верхней части червлёного цвета расположена ветка яблони жёлтого цвета с тремя тонкими веточками, на каждой из которых по четыре листа и одному яблоку.
Нижняя часть полотнища, составляющая 1/3 его ширины, окрашена в лазуревый цвет.
Слева в нижней части, головой к древку расположена стерлядь белого цвета.
Древко флага завершает на вершине золотого цвета со стилизованным изображением районного герба.

Обоснование символики совпадает с ныне действующим флагом.
10 июня 2009 года, руководствуясь рекомендациями Геральдического совета при Президенте Российской Федерации, решением Собрания депутатов Саратовского муниципального района Саратовской области № 01-7/98 были утверждены ныне действующий рисунок флага и его описание.